# David Gulpilil
David Gulpilil est un acteur et danseur australien aborigène né le 1er juillet 1953 à Maningrida (terre d'Arnhem, Territoire du Nord) et mort le 29 novembre 2021 à Murray Bridge (Australie-Méridionale).

## Biographie

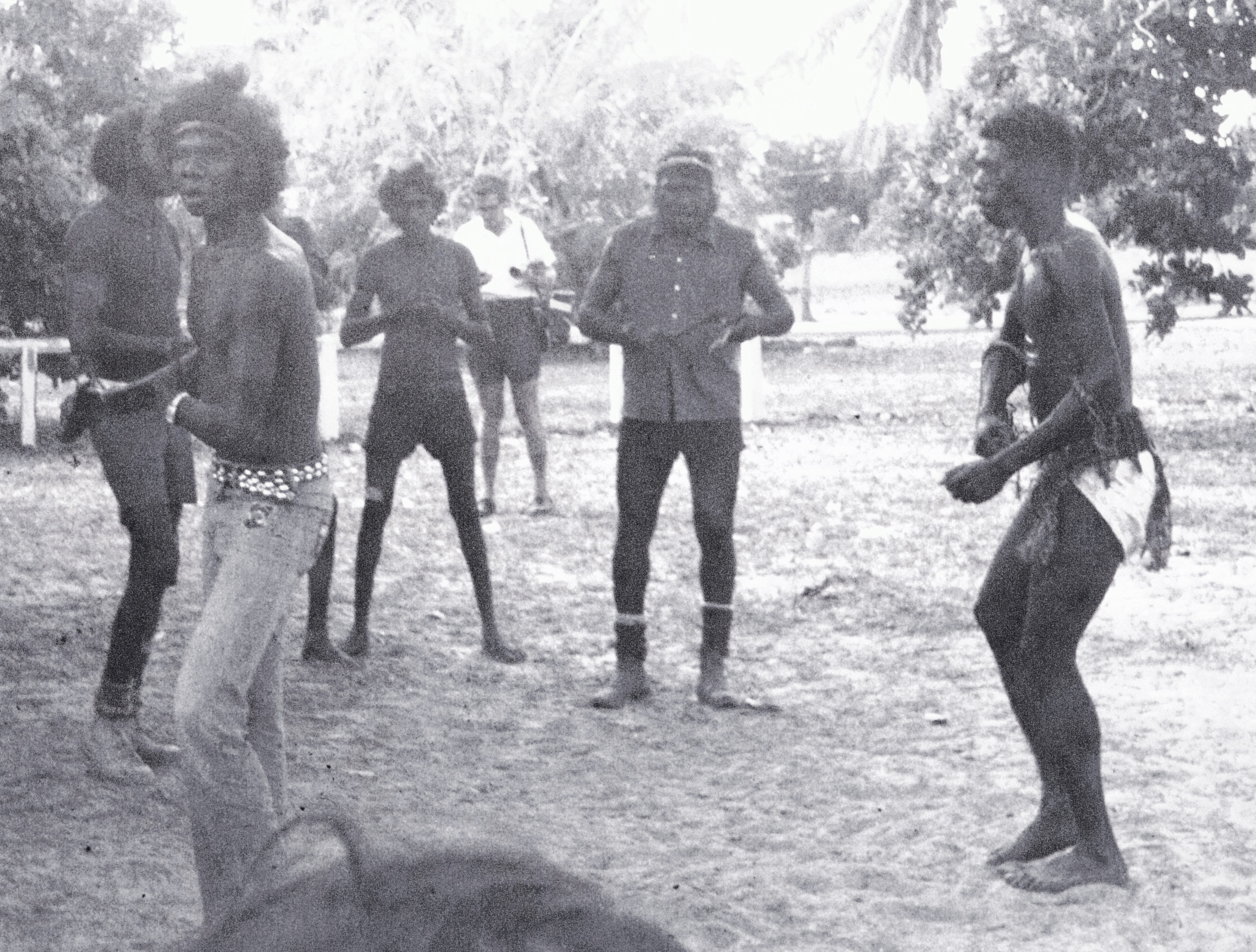
David Gulpilil (à gauche) dansant en 1972.

Yolngu de la tribu Mandhalpuyngu, David Gulpilil Ridjimiraril Dalaithngu est durant sa jeunesse un chasseur accompli, pisteur et danseur de cérémonie. Comme beaucoup d'Aborigènes de sa génération, il passe son enfance dans le bush, loin de l'influence anglo-australienne. Il y reçoit l'éducation traditionnelle de sa famille, il va suivre ensuite un enseignement à la mission de Maningrida, au nord-est du Arnhem Land. Il est par la suite initié dans la tribu Mandhalpuyngu. Il parle plusieurs langues et dialectes, dont l'anglais qu'il juge bon d'apprendre après son premier film, La Randonnée (Walkabout), qui l'a révélé en 1971. Il participe à de nombreux films.
En mai 2014, David Gulpilil est nommé meilleur acteur dans la section Un certain regard au Festival de Cannes pour sa prestation dans Charlie's Country de Rolf de Heer.
Il meurt le 29 novembre 2021 à Murray Bridge, chez lui, après une bataille de deux ans contre un cancer du poumon. Mi-décembre, l'artiste aborigène Witiyana Marika (en), reconnu comme son fils selon la tradition yolngu, commence les rites funéraires à Victor Harbor. Le corps de David Gulpilil est ensuite transporté par voix terrestre, dans un corbillard, jusqu'à Darwin, puis par avion jusqu'à la péninsule de Gove, où il arrive le 6 janvier 2022. Pour respecter les rites aborigènes, le corps de David Gulpilil repose provisoirement à l'hôpital du district de Gove à Nhulunbuy, en attendant la saison sèche en juillet pour qu'il soit enterré à Ramingining.

## Filmographie
Sauf indication contraire, les informations mentionnées dans cette section peuvent être confirmées par la base de données cinématographiques IMDb,  présente dans la section « Liens externes ».

### Acteur

#### Cinéma
- 1971 : La Randonnée (Walkabout) : le garçon aborigène
- 1976 : Mad Dog Morgan : Billy
- 1976 : Storm Boy : Fingerbone
- 1977 : La Dernière Vague (The Last Wave) : Chris Lee
- 1983 : L'Étoffe des héros (The Right Stuff) : un Aborigène
- 1986 : Crocodile Dundee : Neville Bell
- 1987 : Les Dents de la mort (Dark Age) : Adjaral
- 1991 : Jusqu'au bout du monde (Bis ans Ende der Welt) : David
- 1996 : Dead Heart : le deuxième homme
- 2001 : Serenades : Rainman
- 2002 : Le Chemin de la liberté (Rabbit-Proof Fence) : Moodoo, le traqueur
- 2002 : The Tracker : le traqueur
- 2005 : The Proposition : Jacko
- 2006 : 10 canoës, 150 lances et 3 épouses (Ten Canoes) : le narrateur (voix)
- 2007 : Crocodile Dreaming : Burrimmilla
- 2008 : Australia : King George
- 2014 : Charlie's Country : Charlie
- 2016 : Goldstone d'Ivan Sen : Jimmy
- 2017 : Cargo de Ben Howling et Yolanda Ramke : Daku

#### Télévision
- 1980 : Le Vent d'Australie (The Timeless Land) (feuilleton télévisé) : Benelong
- 1989 : Naked Under Capricorn (téléfilm) : Activity
- 2000 : L'Oiseau de paradis (Der Paradiesvogel) (téléfilm)
- 2017 : The Leftovers : Christopher Sunday
- 2023: Faraway downs(série australienne)

### Scénariste
- 2014 : Charlie's Country
- 2015 : Another Country (documentaire)

### Musicien
- 1976 : Mad Dog Morgan
- 1977 : La Dernière Vague (The Last Wave) - non crédité
- 2012 : Satellite Boy

### Producteur
- 2021 : My Name Is Gulpilil (en) (documentaire)

## Distinctions

### Récompenses
- Festival de Cannes 2014 : Prix du meilleur acteur Un certain regard pour Charlie's Country
- Festival du nouveau cinéma de Montréal 2014 : Prix d’interprétation pour Charlie's Country